# جيمس إم. دريك
جيمس إم. دريك (بالإنجليزية: James M. Drake)‏ هو ناشر وكاتب وضابط أمريكي، ولد في 25 مارس 1837 في مقاطعة سومرست في الولايات المتحدة، وتوفي في 28 نوفمبر 1913 في إليزابيث في الولايات المتحدة.